# Canton de Laurière
Le canton de Laurière est une ancienne division administrative française située dans le département de la Haute-Vienne et la région Nouvelle-Aquitaine. À la suite du redécoupage cantonal de 2014, le canton est fondu dans celui d'Ambazac.

## Géographie
Ce canton est organisé autour de Laurière dans l'arrondissement de Limoges. Son altitude varie de 285 m (Bersac-sur-Rivalier) à 701 m (Saint-Léger-la-Montagne) pour une altitude moyenne de 468 m.

## Représentation

### Conseillers généraux de 1833 à 2015
| Période | Période           | Identité                      | Étiquette                | Qualité |
| ------- | ----------------- | ----------------------------- | ------------------------ | --- |
| 1833    | 1867              | Jean-Baptiste Thoumas-Lalande |                          | Percepteur, notaire, juge de paix, maire de Laurière                                                          |
| 1867    | 1870              | Martial Gérardin              |                          | Juge suppléant au Tribunal de Limoges                                                                         |
| 1871    | 1883              | Léonard Barny                 | Droite                   | Président du Tribunal civil de Bourganeuf puis de Guéret                                                      |
| 1883    | 1889              | Charles-Antoine Thoumas       | Gauche                   | Général de division à la retraite                                                                             |
| 1889    | 1895              | Charles de Léobardy           | Droite                   | Maire de La Jonchère (1896-1925)                                                                              |
| 1895    | 1901              | Albert Gérardin               | Républicain rallié       | Propriétaire à La Jonchère                                                                                    |
| 1902    | 1907              | François Bourlaud             | Rad.                     | Maire de Saint-Sulpice-Laurière                                                                               |
| 1907    | 1913              | Emile Barthout                | Républicain Progressiste | Médecin à Saint-Sulpice-Laurière                                                                              |
| 1913    | 1914 (annulation) | Paul Pachaud                  | Républicain              | Négociant à Laurière, conseiller d'arrondissement                                                             |
| 1914    | 1919              | siège vacant                  |                          | |
| 1919    | 1920 (annulation) | Louis Coupard                 | SFIO                     | Cultivateur Maire de Laurière                                                                                 |
| 1920    | 1940              | Louis Coupard                 | SFIO                     | Cultivateur Maire de Laurière                                                                                 |
|         |                   |                               |                          | |
| 1942    | 1945              | Henri Gérardin (1885-1956)    |                          | Avocat à la Cour d'Appel de Limoges Maire de La Jonchère-Saint-Maurice Nommé conseiller départemental en 1942 |
|         |                   |                               |                          | |
| 1945    | 1964              | René Chambon (1905-1969)      | SFIO                     | Cultivateur Maire de Saint-Sulpice-Laurière (1947-1969)                                                       |
| 1964    | 1988              | Bernard Ebenstein             | PCF                      | Professeur, conseiller municipal de Bersac-sur-Rivalier puis adjoint au Maire de Limoges (1977-2014)          |
| 1988    | 1994              | Georges Jean-Marie Bayle      | RPR                      | Pharmacien, maire de Laurière (1989-2014)                                                                     |
| 1994    | 2008              | Louis Balard                  | PCF                      | Agriculteur retraité, adjoint au maire de Laurière 1956-1959                                                  |
| 2008    | 2015              | Christian Trentalaud          | PCF                      | Eleveur de bovins Adjoint au Maire de La Jonchère-Saint-Maurice                                               |

### Conseillers d'arrondissement (de 1833 à 1940)
| Période                                  | Période          | Identité                           | Étiquette             | Qualité |
| ---------------------------------------- | ---------------- | ---------------------------------- | --------------------- | --- |
| 1833                                     | 1845             | Léonard Raby-Lamazière (1789-1875) |                       | Juge de paix, La Jonchère                                                                                              |
|                                          |                  |                                    |                       | |
|                                          | 1882 (démission) | Charles Lacaux                     | Républicain démocrate | Négociant et industriel à Limoges                                                                                      |
|                                          |                  |                                    |                       | |
|                                          | 1887 (démission) | M. Bugeaud                         |                       | |
|                                          |                  |                                    |                       | |
| 1898                                     |                  | Léon-Paul Pacaud                   | Radical               | Maire de Laurière |
|                                          |                  |                                    |                       | |
| 1910                                     | 1913             | Paul Pachaud                       | Républicain           | Négociant à Laurière                                                                                                   |
|                                          |                  |                                    |                       | |
| 1919                                     | 1928             | Émile Dutheil                      | SFIO puis PC-SFIC     | Maçon, Saint-Sulpice-Laurière                                                                                          |
| 1928                                     | 1940             | Eugène Pignier (1882-1960)         | SFIO                  | Cultivateur, maire de Saint-Sulpice-Laurière (1919-1941) (révoqué de son mandat de maire par le Gouvernement de Vichy) |
| 1940                                     |                  |                                    |                       | Les conseils d'arrondissement ont été suspendus par la loi du 12 octobre 1940 et n'ont jamais été réactivés            |
| Les données manquantes sont à compléter. |                  |                                    |                       | |

## Composition
Le canton de Laurière groupe 6 communes et compte 3 439 habitants au recensement de 2010.
| Communes                  | Population (2012) | Code postal | Code Insee |
| ------------------------- | ----------------- | ----------- | ---------- |
| Bersac-sur-Rivalier       | 622               | 87370       | 87013      |
| Jabreilles-les-Bordes     | 270               | 87370       | 87076      |
| La Jonchère-Saint-Maurice | 802               | 87340       | 87079      |
| Laurière                  | 573               | 87370       | 87083      |
| Saint-Léger-la-Montagne   | 306               | 87340       | 87159      |
| Saint-Sulpice-Laurière    | 866               | 87370       | 87181      |

## Démographie
| 1962  | 1968  | 1975  | 1982  | 1990  | 1999  | 2006  | 2010  |
| ----- | ----- | ----- | ----- | ----- | ----- | ----- | ----- |
| 4 532 | 4 951 | 4 448 | 4 125 | 3 615 | 3 435 | 3 536 | 3 439 |